# Ophioglossum vulgatum
Ophioglossum vulgatum là một loài dương xỉ trong họ Ophioglossaceae. Loài này được L. mô tả khoa học đầu tiên năm 1753.

## Hình ảnh

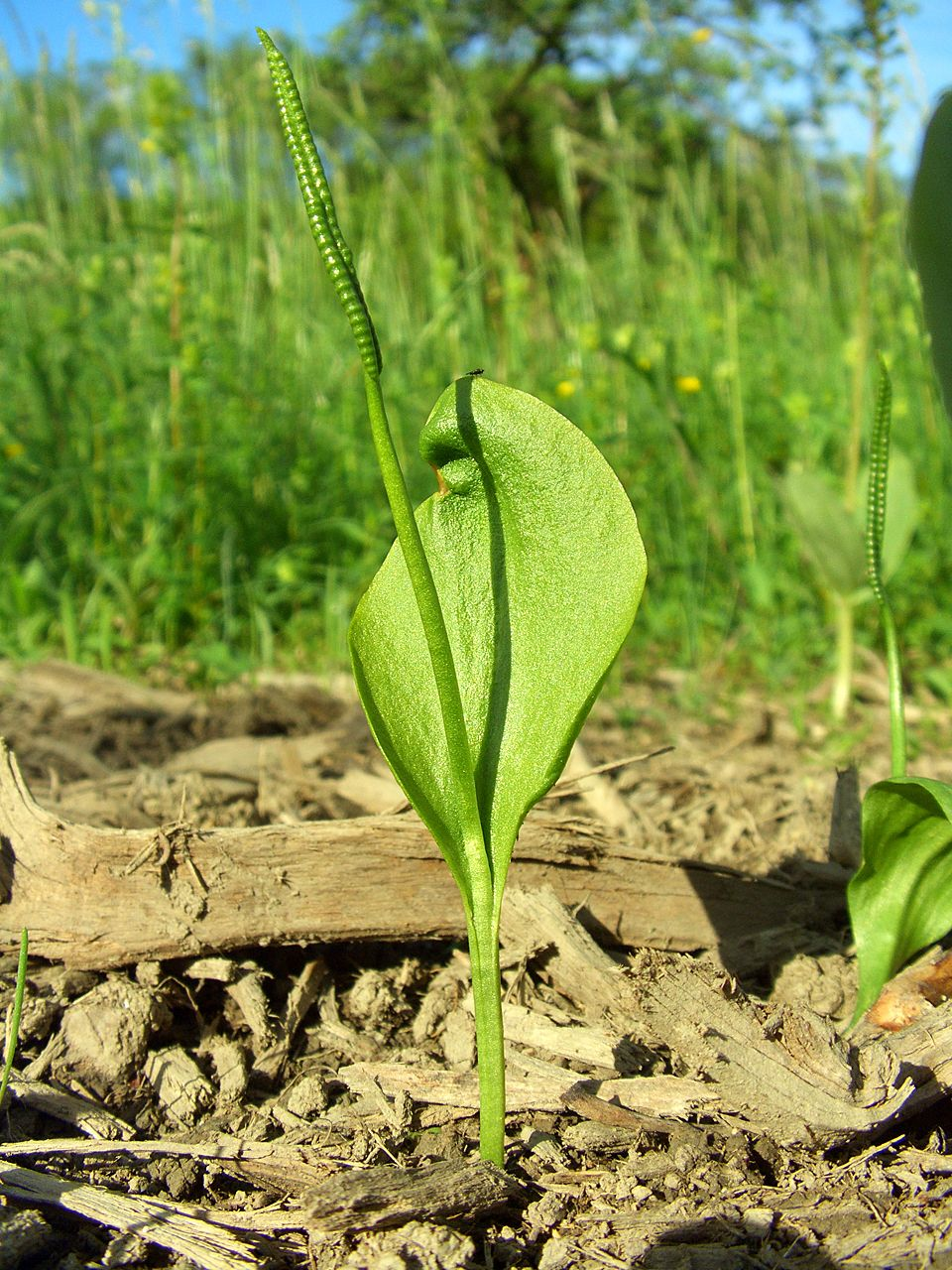
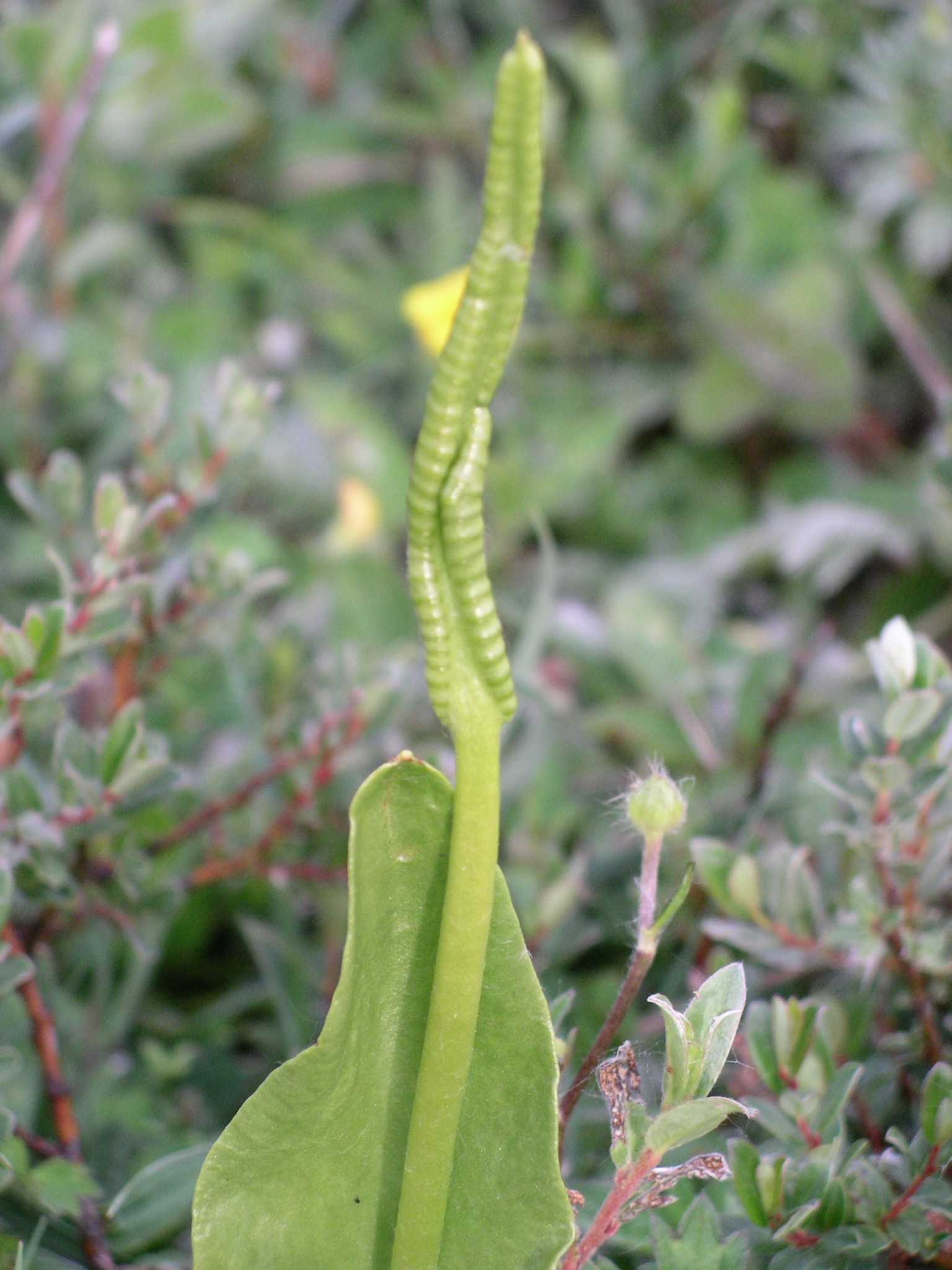
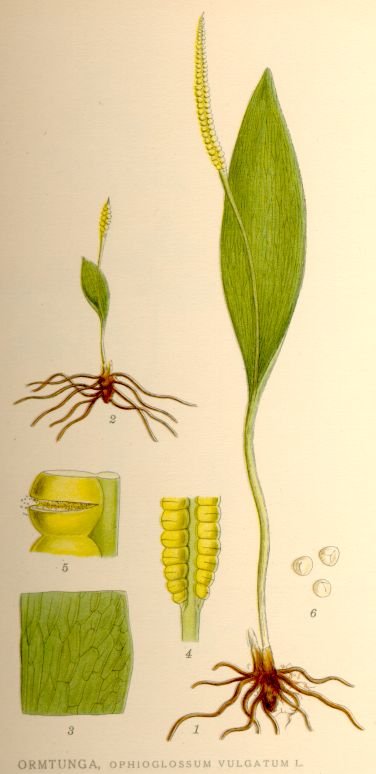
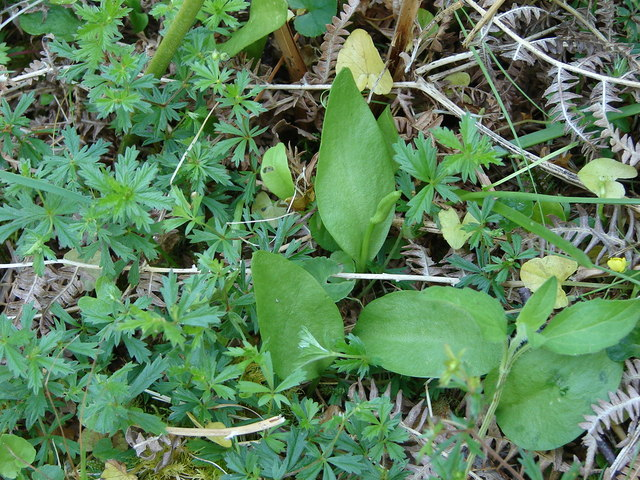